# Muzaffariderna

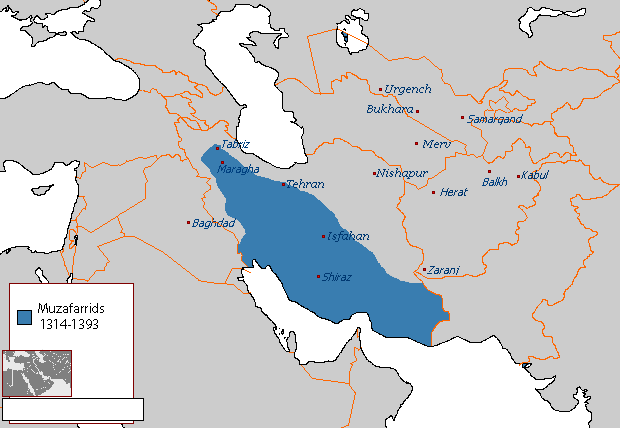
Muzaffaridernas landområde

Muzaffariderna var en persisk dynasti som under och efter det mongoliska Ilkhanatet härskade över större delen av nuvarande Iran mellan 1314 och 1393.